# تسويق مباشر
التسويق المباشر (بالإنجليزية:  Direct marketing)‏ هو نوع من أنواع التسويق. من أهم الخصائص التعريفية التي تميزه عن غيره من أنواع التسويق: 
- هو أنه عبارة عن محاولات لإرسال رسائل مباشرة إلى المستهلكين من دون استخدام وتدخل وسائل الإعلام. تنطبق هذه الخاصية على الاتصالات التجارية (البريد المباشر، البريد الإلكتروني والتسويق عبر الجوال) مع المستهلكين أو الشركات.
- هو أنه يركز على قيادة مفهوم محدد وهو «دعوة إلى العمل». هذا الجانب من التسويق المباشر يشمل التركيز على تتبع وقابلية قياس ردود الفعل الإيجابية من المستهلكين (المعروفة اختصاراً باسم «الرد» في هذه الصناعة) بغض النظر عن المتوسط.

إذا كان الإعلان يتطلب احتمال اتخاذ إجراءات محددة، على سبيل المثال الاتصال برقم هاتف مجاني [الإنجليزية] أو زيارة موقع على شبكة الانترنت، إذاً الجهد يعتبر إعلان لاستجابة مباشرة.

## أهداف التسويق المباشر
أي نشاط لا بدَّ أن تكون له أهداف وقد تختلف كليا أو جزئيا عن بقية أهداف الأنشطة الأخرى المرتبطة به وفي ذات المجال، وهذا ما ينطبق على التسويق المباشر والتي تتحدد خصوصية الأهداف التي يسعى إلى تحقيقها بالآتي:
1. الشراء المتكرر : يستند ذلك التكرار على أساس تثبيت اسم المشتري وعنوانه وحاجاته في قاعدة البيانات التي تم تكوينها، وبالتالي تصبح عملية الشراءروتينية ومتكررة طالما كان هنالك اتصال مع المستهلك ووجود قناة في إيصال المنتج إليه. وبالتالي فأن المنظمات التي تعتمد التسويق المباشر ستركز على هذه المجموعة من المشترين بشكل واضح. وهنا يمكن التذكير بما يصطلح عليه بمبادئ باريتو والتي تشير إلى أن 80% من العوائد المتحققة للشركات تأتي من 20% من الزبائن الذين تتعامل معهم الشركة، وبالتالي فأنها ستتركز على هذه المجموعة في تحقيق عوائدها ومن خلال توليد الشراء وتكراره من قبلهم.
2. إدخال منتجات جديدة: قاعدة البيانات تتيح فرصة أمام المنظمة في الاتصال مع زبائنها لاختبار وتقييم المنتجات الجديدة التي ترغب في طرحها بالسوق. ويتم ذلك عبر الاتصال بهم والتعرف على آراءهم بشكل واضح ودقيق لإجراء ماتراه مناسب من تعديلات أو تقدير مستوى الإجابة لذلك. وبهذه الطريقة وباعتماد التسويق المباشر ستتحقق ميزتين مهمتين في هذا الجانب وهما: السرية التامة في اختبار المنتج وقياس الرأي حوله أولًا، والثانية هو في تقليص التكاليف المترتبة على ذلك الاختبار جراء الاختيار الدقيق لعينة الدراسة، والمواصفات المتوافقة مع طبيعة وخصوصية المنتج المنوي إدخاله للسوق.
3. تقديم قناة توزيع جديدة: من خلال التسويق المباشر يستطيع المنتج أن يدخل في عمليات التسويق وتوزيع منتجاته بشكل مباشر، وبالتالي فإنه يضيف قناة توزيع جديدة من شأنها أن تقدم منتجات بتكلفة أقل، وبجودة أعلى وبخدمات إرشادية مضافة قياسًا لما هو عليه بالنسبة للوسطاء. وهذه قد تصبح بالتالي ميزة تفاضلية للمنتج باعتماد التسويق المباشر.
4. زيادة ولاءالمستهلك: من خلال بناء علاقة قوية مع المستهلك وماتقدمه الشركة من مزايا تتعلق بالخصم أو حرية الشراء والدفع، فإن المستهلك يكون بمستوى طيب من الولاء للشركة أو الجهة التي يتعامل معها. ولكن في ظل التسويق المباشر تكون الحالة أكثر وضوحًا لأنه سيحظى بما سبق الإشارة إليه، فضلًا عن تقديم الشركة للمستهلك المعلومات الجديدة والمحدثة التي يكون بحاجة لها لاتخاذ قرارات الشراء، ويتحقق ذلك عبر قاعدة البيانات المعتمدة لدى الشركة واتصالها المستمر مع المستهلك.[1]

## أسباب نمو التسويق المباشر[2]
1. ظهور بطاقات الائتمان وتطويرها في صورة البطافات الذكية حيث يحمل الناس في العالم بنحو 2 بليون بطاقة ائتمان وأصبح في الإمكان الشراء عن بعد دون جهد في الدفع.
2. ظهور مجموعة من الشركات الداعمة والمشجعة لعملية التسويق المباشر والتي قامت بدعم عمليات اعداد الكتالوجات واستخدام مجموعة من وسائل تنشيط المبيعات.
3. تغير نمط حياة الناس والسرعة في اداء الأعمال وظهور الكثير من الامور المرتبطة بدور الوقت في عامة الأعمال والرغبة في تحقيق المزيد.
4. التطور التكنولوجي الكبير والغير متوقع في وسائل الاتصال الرقمية باستخدام الحاسب الآلي.
5. زيادة أهمية العلامات التجارية كوسيلة للبيع.
6. التطور الكبير في المواقع الاجتماعية على الإنترنت.

## أدوات التسويق المباشر
يمتلك المسوقون الذين يعتمدون التسويق المباشر في الاتصال مع الجمهور على عدد من الوسائل التي تمكنهم من تحقيق ذلك ومن أبرز هذه الأدوات وبقدر تعلق الأمر في الجانب الترويجي فيها هي:
1. البريد المباشر: تستخدم هذه الوسيلة في جوهرها لإرسال رسالة ذات مضمون ترويجي إلى العنوان البريدي الشخصي للمستهلك سواء كان إلى منزله أو مكان عمله، والغرض منها يكون للترويج عن سلعه أو خدمة معينه أو لإقامة علاقة تسويقية جديدة معه، أو لإبقاء ديمومة علاقة قائمه.
2. التسويق عن بعد: هو نظام للاتصالات التسويقية ويعتمد بشكل خاص على الاتصالات عن بعد وتكنولوجيا المعلومات لأنشطة بيعيه وتسويقيه ويقوم في جوهره على استخدام التلفون وبأشكاله المختلفة أو وسائل الاتصال الأخرى في إنجاز تلك الانشطة. وعلى وفق هذا المعنى يمكن تعريف التسويق عن بعد على انه (أي نشاط يمكن قياسه باستخدام التلفون للمساعدة على إيجاد المستهلك أو المحافظة عليه أو تطوير العلاقة معه).
3. التسوق الإلكتروني: ويمكن تسميته ايضًا بالتسوق المنزلي الإلكتروني والذي قد يأخذ اشكال مختلفة ومن ابرزها هو الإنترنت، الكيبل التلفزيوني، والمحطات الفضائية، والتي ترتبط جميعها بخصوصية مشتركة وهي الاستجابة المباشرة للإعلان.[3]

## اقرأ أيضاً
- تسويق

## وصلات خارجية
- موقع المستهلكين من منظمة التسويق المباشر الأمريكية